# PRS for Music
La PRS for Music, fondata a Londra nel 1914 con la denominazione di Performing Rights Society e nota dal 1997 al 2009 come MCPS-PRS, è un'organizzazione non a scopo di lucro deputata a tutelare i diritti d'autore dei musicisti britannici; l'associazione promuove inoltre l'attività di compositori e case discografiche.

## Heritage Award

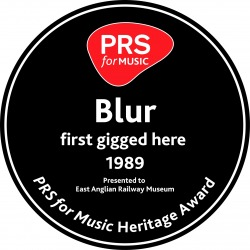
PRS for Music Heritage Award attribuito ai Blur

Nel 2009 l'organizzazione ha istituito il premio PRS for Music Heritage Award, attribuito ai musicisti rock che – a giudizio dell'associazione – hanno lasciato un'eredità artistica particolarmente significativa. Il riconoscimento consiste in una targa commemorativa da apporre nel luogo in cui l'artista premiato tenne il suo primo concerto.
Il seguente è l'elenco dei musicisti a cui è stato conferito il premio Heritage Award.
- 30 novembre 2009 – Blur
- 3 dicembre 2009 – Dire Straits
- 25 febbraio 2010 – Jethro Tull
- 23 marzo 2010 – Squeeze
- 29 maggio 2010 – Elton John
- 3 giugno 2010 – Snow Patrol
- 21 settembre 2010 – Status Quo
- 4 ottobre 2011 – UB40
- 1º novembre 2011 – James
- 5 marzo 2013 – Queen